# Wings of Fire
Wings of Fire är det finländska melodisk death metal-bandet Brymirs tredje studioalbum, utgivet i mars 2019 på Out of Line Music och på Victor i Japan. Singlarna "Chasing the Skyline" och "Ride On, Spirit" föregick albumet.
Albumet gästades av Noora Louhimo (Battle Beast).
Musikvideor spelades in till "Gloria in Regum" och titelspåret.

## Låtlista
1. "Gloria in Regum" – 4:03
2. "Wings of Fire" – 4:19
3. "Ride On, Spirit" – 4:02
4. "Sphere of Halcyon" – 3:33
5. "And So We Age" – 4:10
6. "Hails from the Edge" – 3:20
7. "Starportal" – 4:08
8. "Vanquish the Night" – 3:44
9. "Lament of the Ravenous" – 5:36
10. "Chasing the Skyline" – 5:16
11. "Anew" – 5:11

Bonusspår på den japanska utgåvan
1. "Reaver" – 3:43
2. "Chasing the Skyline" (instrumental) – 5:17

## Medverkande
Musiker
- Viktor Gullichsen – sång, körsång, orkestrering, arrangemang
- Joona Björkroth – gitarr, bakgrundssång, körsång, arrangemang
- Sean Haslam – gitarr, körsång
- Jarkko Niemi – basgitarr, bakgrundssång, körsång, berättarröst
- Patrik Fält – trummor

Bidragande musiker
- Noora Louhimo – sång
- Jyri Helko – körsång

Produktion
- Viktor Gullichsen – producent, inspelningstekniker, mixning
- Joona Björkroth – producent
- Svante Forsbäck – mastering
- Claudio Bergamín – albumkonst
- Jouni Valjakka – layout
- Christophe Szpajdel – logotyp
- Kris Verwimp – logotyp
- Petri Sara – foto